# Saadjärv
Der Saadjärv ist ein See in Estland.
Der Saadjärv befindet sich auf der Grenze der Landkreise Tartu und Jõgeva, etwa 15 km von der Stadt Tartu entfernt bei den Orten Tabivere und Äksi. Der See liegt 53,4 m über dem Meeresspiegel. Seine Fläche beträgt 7,80 km². Seine Länge beträgt 6 km, seine maximale Breite 1,8 km. Die tiefste Stelle des Saadjärv liegt bei 25 m. Seine durchschnittliche Tiefe beträgt 8 m. Der einzige Abfluss des Saadjärv ist der Mudajõgi.
Der See gehört zum Landschaftsschutzgebiet Vooremaa. Der See ist äußerst fischreich (u. a. Rotauge, Maräne, Hecht, Aal, Kaulbarsch und Ukelei). 1907 gründete der Naturforscher Nikolai Samsonow von der Universität Tartu am See die erste biologische Station Estlands.